# 존 아이젠하워
존 셸던 도드 아이젠하워(영어: John Sheldon Doud Eisenhower, 1922년 8월 3일 ~ 2013년 12월 21일)는 미국 육군 장교, 외교관 그리고 군사 역사가였다. 그는 대통령 드와이트 D. 아이젠하워와 영부인 매미 아이젠하워의 아들이었다. 그의 군 경력은 그의 아버지의 대통령직 이전부터, 도중, 그리고 후에 걸쳐 있었고, 그는 1963년에 현역을 떠났고 1974년에 은퇴했다. 아이젠하워는 1969년부터 1971년까지 이전에 그의 아버지의 부통령이었고 아이젠하워의 며느리의 아버지이기도 했던 리처드 닉슨 대통령 행정부에서 주 벨기에 미국 대사로 근무했다.